# NGC 669
NGC 669 è una vasta galassia a spirale situata nella costellazione del Triangolo, a una distanza di circa 212 milioni di anni luce dalla nostra Via Lattea.

## Scoperta
La galassia è stata scoperta il 28 novembre 1883 dall'astronomo francese Édouard Stephan.

## Descrizione
NGC 669 ha una classe di luminosità I-II e presenta una larga riga a 21 cm dell'idrogeno neutro.
Il database SIMBAD la classifica come galassia LINER, cioè una galassia il cui nucleo presenta uno spettro di emissione caratterizzato da larghe righe di atomi debolmente ionizzati. Viene inoltre considerata come galassia attiva.

## Gruppo di NGC 669
NGC 669 fa parte e dà il nome al Gruppo di NGC 669. Questo gruppo contiene più di una trentina di galassie, 15 delle quali compaiono nel New General Catalogue e 3 nell'Index Catalogue.